# Jossa (Fulda)
Die Jossa ist ein 22,9 km langer Nebenfluss der Fulda im Vogelsbergkreis und im Landkreis Hersfeld-Rotenburg, Hessen (Deutschland). Ihr Einzugsgebiet beträgt 122,004 km².
Der Fluss entsteht, oberhalb von Schlitz-Willofs, auf 393 Metern über NN an den Hängen des Steinberges (494 m. ü. NN.) aus dem Zusammenfluss dreier Bäche im Forst Lauterbach.

## Verlauf
Zunächst fließt die Jossa von Willofs in nördliche Richtungen über Udenhausen nach Grebenau und über Grebenau-Wallersdorf und Breitenbach-Hatterode nach Breitenbach am Herzberg. Diese Ortschaft östlich passierend durchfließt sie ostwärts den Ortsteil Oberjossa und Niederaula-Niederjossa, um anschließend bei 210 m. ü. NN. in die Fulda zu münden.

## Nebenflüsse
Die wichtigsten Nebenflüsse der Jossa sind:
| Name        | Lage  | Länge [km] | Einzugsgebiet [km²] | DGKZ    |
| ----------- | ----- | ---------- | ------------------- | ------- |
| Eschelbach  | links | 4,9        | 13,637              | 4254-12 |
| Schwarza    | links | 8,8        | 21,495              | 4254-2  |
| Bieben      | links | 5,4        | 9,748               | 4254-32 |
| Breitenbach | links | 7,4        | 17,054              | 4254-4  |

## Naturräume
Naturräumlich wird das Waldgebiet, dem die Jossa entspringt, als Schlitzer Land (355.1) dem Fulda-Haune-Tafelland (Haupteinheit 355) zugerechnet, welches äußerlich durch Rhön (Osten), Vogelsberg (Südwesten) und Knüll (Norden) begrenzt wird. Der Unterlauf des Flusses bildet, verlängert um den linken Nebenfluss Schwarza, in etwa die Abgrenzung des Schlitzer Landes zum Ottrauer Bergland (355.0) um den 592 m hohen Rimberg, an dessen Südflanke auch der Breitenbach entsteht. Die Quelle der Schwarza wiederum befindet sich im äußersten Süden des Ottrauer Berglandes am Südfuß des 501 m hohen Auerberges.

## Geschichte
In einer gefälschten karolingischen Schenkungsurkunde werden zwei Bäche im Jahre 782 erwähnt: „... inde sursum in Jazah, inde in Suarzaha“. Die vorgebliche karolingische Urkunde wurde bereits vor dem Jahre 1057 gefälscht und in einem Kopiar niedergeschrieben. Das Kopiar entstand um 1150. Angeführt wurden dort Gewässernamen, keine Ortsnamen.